# Aiantis (Phyle)
Aiantis (altgriechisch Αἰαντίς) war die neunte von zehn Verwaltungsregionen (Phylen), in welche Kleisthenes bei seinen Reformen am Ende des 6. Jahrhunderts v. Chr. die attische Halbinsel einteilte. Von den drei früheren Zonen Attikas beinhaltete Aiantis vermutlich die Trittyen Phaleron (vom Stadtbereich) und Aphidnai (vom Binnenland), sowie Tetrapolis (vom Küstenbereich).
Die letztgenannte „Vierstadt“ wurde ihrem Namen aber nicht wirklich gerecht, da von der ursprünglichen Tetrapolis – deren Zusammenschluss noch aus mythologischer Zeit datierte – nur Marathon, Trikorythos (wo eine Quelle nach der Herakles-Tochter Makaria benannt war und wo laut Sage der Kopf des Eurystheus bestattet wurde) und Oinoe als Demen zur Küstentrittys zusammengefasst wurden. Die vierte Stadt Probalinthos hingegen schlug Kleisthenes aus politischen Erwägungen der Phyle Pandionis zu.
In der entscheidenden Schlacht bei Marathon stellte Aiantis 490 v. Chr. den äußersten rechten Flügel des griechischen Heeres und zeichnete sich elf Jahre später auch in Plataiai aus. Der bei Marathon in Ehren gefallene Stratege Kallimachos (griechisch guter Kämpfer) stammte ebenso aus dem Binnenland-Demos Aphidnai wie der (achtzig Jahre danach geborene) Feldherr Kallistratos; in dieser Stadt soll außerdem Theseus einst die geraubte Helena versteckt haben.
Ihren Namen verdankte die Phyle Aiantis dem heldenhaften Troja-Kämpfer Aias Salaminias. In Athen wurde für den Heroen aus Salamis das Fest der Aianteia gefeiert, samt Opfern, Umzügen, Fackellauf und Ruderregatta.